# F.C. Real Città di Vico Equense
FC Real Città di Vico Equense là một câu lạc bộ bóng đá  Ý đến từ Vico Equense, Campania.

## Lịch sử
Câu lạc bộ được thành lập vào năm 1929 và được thành lập lại vào năm 1958.
Nó được thăng hạng lên Serie D từ Eccellenza (tầng thứ sáu) vào mùa giải 2007-08, và kết thúc mùa giải Serie D đầu tiên với vị trí thứ hai trong Girone I, sau Siracusa. Câu lạc bộ sau đó đã tận hưởng một mùa giải rất thành công trong giai đoạn play-off tiếp theo, kết thúc với vị trí á quân sau Nocerina và sau đó được chọn để lấp chỗ trống trong Lega Pro Seconda Divisione hoàn toàn chuyên nghiệp.
Câu lạc bộ cũng thi đấu tại giải đấu 2009-10 Coppa Italia với tư cách là á quân của vòng play-off Serie D, và bất ngờ đánh bại đội đang tham gia Lega Pro Prima Divisione là Rimini (đội đã xuống hạng từ Serie B chỉ một tháng trước đó) với chiến thắng 2-1. Vico Equense sau đó đã bị đánh bại ở vòng hai trước đội Serie B, Lecce với tỷ  số 4-0.
Vào mùa hè năm 2010 sau khi xuống hạng từ Lega Pro Seconda Divisione, đội không tham gia 2010-11 Serie D và khởi động lại từ Prima Cargetoria Campania và được thăng chức ngay lập tức lên Promozione Campania. Trong mùa giải tiếp theo, đội đã được nhận vào Eccellenza Campania để lấp đầu chỗ trống.
Vào năm 2012-13 đội đã thăng hạng lên Serie D sau khi hoàn thành ví trí đầu tiên ở Eccellenza Campania Girone B. Sau đó, nó đã bị trục xuất bởi quyết định của hội đồng liên bang từ Serie D. Vào mùa hè 2013, câu lạc bộ đã mua danh hiệu thể thao của Real Hyria Nola và cuối cùng sẽ chơi trong chức vô địch Serie D tiếp theo với tư cách là FC Real Città di Vico Equense.

## Màu sắc và huy hiệu
Màu sắc của đội là xanh và trắng.